# The Sage-Brush Phrenologist
The Sage-Brush Phrenologist è un cortometraggio muto del 1911 diretto da Allan Dwan e interpretato da J. Warren Kerrigan e Pauline Bush.

## Produzione
Il film fu prodotto dalla Flying A (American Film Manufacturing Company).

## Distribuzione
Distribuito dalla Motion Picture Distributors and Sales Company, il film - un cortometraggio lungo 150 metri  - uscì nelle sale cinematografiche USA il 5 giugno 1911. Nelle proiezioni, veniva programmato con il sistema dello split reel, accorpato in un'unica bobina con un altro cortometraggio prodotto dalla Flying A, la commedia western The Elopement on Double L Ranch.